# Mick Waitt
Mick Waitt, né le 25 juin 1960 à Hexham, est un footballeur puis entraîneur anglais. Ancien attaquant de niveau modeste, il devient ensuite entraîneur et dirige notamment l'équipe de Nouvelle-Zélande de football de 2002 à 2004. 

## Biographie
Mick Waitt réalise une carrière professionnelle de footballeur comme attaquant, un poste où il peut jouer de son gabarit imposant, il mesure 1,95 m. Il évolue notamment à Notts County de 1984 à 1987 (88 matchs de championnat, 32 buts) et au Lincoln City FC de 1987 à 1990 (26 matchs, 10 buts), entre Division 2 et Conference.
En 1990, il tente l'aventure à Hong Kong, à Lai Sun (en). En visite à Wellington, il entre en contact avec son ancien entraineur Keith Buckley, responsable du Napier City Rovers, qui l'embauche pour la saison en cours. Après un bref retour en Angleterre, il émigre en Nouvelle-Zélande en janvier 1992 où il termine sa carrière de joueur dans le club de Napier.
Il prend la suite de Buckley à la tête du club, un des principaux clubs du pays, en 1993 puis à plusieurs reprises dans les années 1990, remportant le championnat de Nouvelle-Zélande en 1993 et 1998. En 1998, il est recruté par la Fédération de Nouvelle-Zélande de football et devient l'adjoint du sélectionneur Ken Dugdale. Il prend sa suite en 2002. Il remporte la Coupe d'Océanie de football 2002 face à l'Australie en finale, puis participe à la Coupe des confédérations 2003. Après l'élimination des Néo-Zélandais lors de la phase qualificative de la Coupe du monde de football 2006 il quitte son poste.
De 2005 à 2007 il dirige Team Wellington, un club fondé en 2004 qui participe au championnat national.